# 'A fede (l'urdemo bicchiere)/Velo niro
'A fede (l'urdemo bicchiere)/Velo niro è il 12° singolo pubblicato nel 1964 di Mario Merola

## Descrizione
Il disco contiene due cover. Già nel 1963, con il suo nono 45 giri, Merola aveva inciso i due brani con la Phonotris nel disco L'urdemo bicchiere/Velo niro.

## Tracce
Lato A
- 'A fede (l'urdemo bicchiere) (Mallozzi - Gallo - Cardinale)

Lato B
- Velo niro (G. Anepeta - Letico)